# Baldur's Gate II: Throne of Bhaal
Baldur's Gate II: The Throne of Bhaal kom ut den 21 juni 2001. Baldur's Gate II: The Throne of Bhaal är den direkta fortsättningen på Baldur's Gate II: Shadows of Amn och är det sista spelet i Baldur's Gate-serien. The Throne of Bhaal fortsätter precis där Shadow of Amn slutar. Spelaren har nyligen dödat den onda magikern Jon Irenicus och när man fortsätter till en ny stad så stöter man på några andra barn till mordguden Bhaal. De har allierat sig i en mäktig allians de döpt till The Five med målet att utplåna alla andra "Bhaalspawns". Målet med spelet är att döda alla de andra "Bhaalspawns" men det finns många sidouppdrag. För att Bhaal ska återfödas måste alla bhaalspawns utom en dödas, för att det ska endast kunna vara en gud. Nytt i spelet är även Watcher's Keep, en stor borg full av hemligheter och uppdrag. I spelet får man också reda på väldigt mycket om sin bakgrund och barndom. De fem allierade bhaalspawns heter Illasera, Yaga-Shura, Sendai, Abazigal och Balthazar. Abazigal är den absolut farligaste.